# Afrida cosmiogramma
Afrida cosmiogramma är en fjärilsart som beskrevs av Dyar 1913. Afrida cosmiogramma ingår i släktet Afrida och familjen trågspinnare. Inga underarter finns listade i Catalogue of Life.